# ルーサー・バーバンク

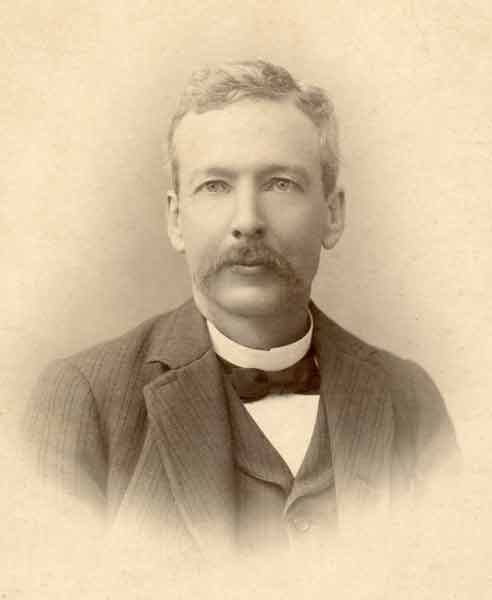
ルーサー・バーバンク

ルーサー・バーバンク（Luther Burbank, 1849年3月7日 - 1926年4月11日）は、アメリカの植物学者・園芸家・育種家。多くの植物の品種改良を行った。特にジャガイモとサボテンの品種改良の成功で有名。バーバンクによって作り出された植物の品種のうち代表的なものは、シャスタ・デイジー、とげのないサボテン、バーバンク種のジャガイモ（代表となるのはラセット・バーバンク種）、「ジュライ・エルバータ」種ならび「フリーストーン」種のモモ、「サンタローザ」種のプラム、「フレイミングゴールド」種のネクタリン、「ウィクソン」種と呼ばれるプラム（農学者のエドワード・J・ウィクソンにちなんで名付けられた）、ホワイトブラックベリー、ジャンボニンニクなどである。

## 人物

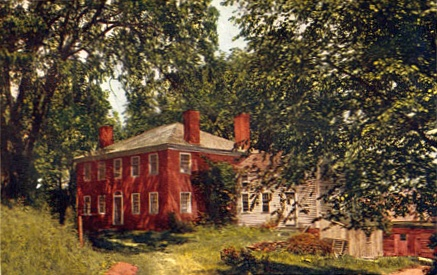
マサチューセッツ州ランカスターにあるバーバンクの生家

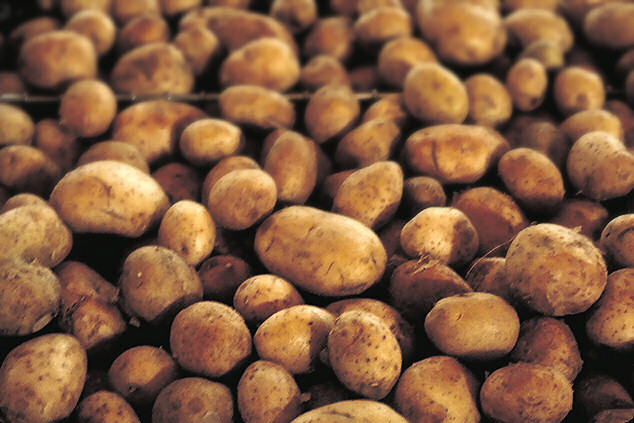
バーバンク種

マサチューセッツ州のランカスター生まれ。彼は15人兄弟の13番目で、小学校程度の教育しか受けなかったが、農場で育ち、母親の持っていた広い庭で植物に親しんだ。21歳のときに父親が亡くなり、遺産でマサチューセッツ州ルーネンバーグ付近に69,000 m²ほどの土地を購入。1872年から1874年にかけて、Burbank potatoと呼ばれるジャガイモの品種を作り出した。彼はこのジャガイモの権利を売り、その金でカリフォルニア州ソノマ郡サンタローザへ移り、さらに広大な農園や温室などを建設し、多数の野菜や果樹の交配や育種を行った。1910年代になるとバーバンクは30年の試行錯誤の末についにトゲのないブラックベリーの品種開発に成功し、次に高品質の実をつける品種の開発に着手した。1926年に亡くなるまで、バーバンクは800以上の植物品種を開発した。
バーバンク種のジャガイモのうち、表面が赤茶色になった「Russet Burbank potato」は現在でもアメリカで最も栽培される品種であり、アイダホ州が主産地になっている。
ルーサー・バーバンク協会という支援団体が作られ、同協会は会報やバーバンクの実績を紹介する12巻の書物を発行した。

## 日本語訳著書
- 『植物の育成』全6冊　中村為治訳　岩波文庫、1955-62

## 日本語伝記など
- 栗原基『バーバンクと植物品種の創造』恒星社, 1942
- 栗原基『植物王バーバンク 「彼はどうやって新品種を創作したか」』恒星社厚生閣, 1949
- 高梨菊二郎『実験園のバーバンク』ナウカ社 1950
- 中村浩著, 秋保正三 絵『植物の魔術師たち バーバンクとミチューリンの物語』(少年少女発明発見文庫) 岩崎書店 1954
- 須知徳平, 中尾明 他『少年少女全集 伝記と美しいお話 植物のまじゅつ師』講談社 1976